# Ahad Kazemi
Ahad Kazemi Sarai (* 21. Mai 1975) ist ein iranischer Sportlicher Leiter und Radrennfahrer. Er ist einer der erfolgreichsten Radsportlers Asiens seit den 1990er Jahren.

## Karriere
Ahad Kazemi ist seit 1998 als Radsportler aktiv. Bis 2015 gewann er allein sechsmal die Tour of Iran sowie einmal die Türkei-Rundfahrt. 2002 wurde er asiatischer Vize-Meister im Straßenrennen und 2006 gewann er den nationalen Straßentitel. 2000 startete er bei den Olympischen Spielen in Sydney im Straßenrennen, musste dieses aber vor dem Ziel aufgeben.
2010 war Kazemis Dopingtest bei der Tour de Langkawi positiv auf Methenolon, und er wurde für zwei Jahre gesperrt. Er beendete vorübergehend seine aktive Karriere und wurde Sportlicher Leiter beim Tabriz Petrochemical Team.
2015 kehrt Kazemi im Alter von 40 Jahren als aktiver Radsportler im Trikot des Tabriz Petrochemical Teams, bei dem er weiterhin Sportlicher Leiter ist, in das Peloton zurück. Er gewann bei Rennen zwei Etappen, jeweils eine bei der Tour de Singkarak und bei der Tour of Fuzhou.

## Erfolge
1998
- Tour of Iran

1999
- Tour of Iran

2000
- eine Etappe Presidential Cycling Tour of Turkey

2001
- Tour of Iran

2002
- Asiatische Radsportmeisterschaften – Straßenrennen

2003
- Tour of Iran

2004
- Presidential Cycling Tour of Turkey

2005
- Gesamtwertung und eine Etappe Tour of East Java
- Gesamtwertung und eine Etappe Tour de Taiwan
- eine Etappe Milad De Nour Tour

2006
- Iranischer Meister – Straßenrennen
- Prolog Tour of Iran
- eine Etappe Milad De Nour Tour

2007
- zwei Etappen Tour of Iran
- eine Etappe Milad De Nour Tour
- Gesamtwertung und eine Etappe Tour of Thailand
- Gesamtwertung Tour of Islamabad

2008
- Gesamtwertung und eine Etappe President Tour of Iran
- Gesamtwertung und eine Etappe Milad De Nour Tour

2009
- Gesamtwertung und eine Etappe Tour of Iran
- eine Etappe Tour d’Indonesia (Mannschaftszeitfahren)

2015
- eine Etappe Tour de Singkarak
- eine Etappe Tour of Fuzhou

## Teams
- 2002 Giant Asia Racing Team
- 2003 Giant Asia Racing Team
- 2004 Giant Asia Racing Team
- 2005 Giant Asia Racing Team
- 2006 Giant Asia Racing Team
- 2007 Giant Asia Racing Team
- 2008 Tabriz Petrochemical Team
- 2009 Petrochemical Tabriz Cycling Team
- 2010 Tabriz Petrochemical Cycling Team (bis 31.07.)
- 2015 Tabriz Petrochemical Team